# Spes

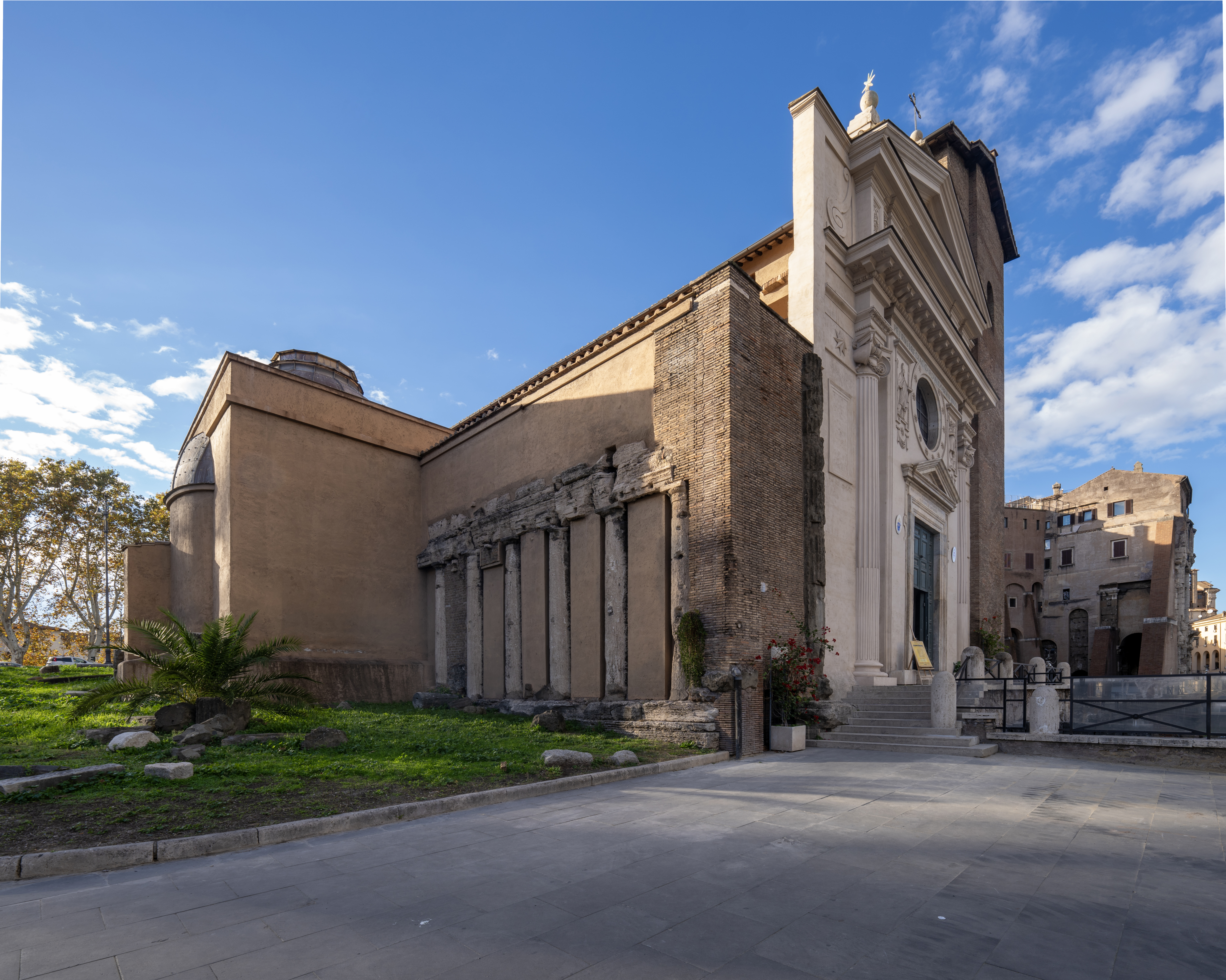
Les columnes del Temple d'Spes que hi havia al Forum Holitorium es van aprofitar en la construcció del mur exterior de l'església de San Nicola in Carcere.

Spes era, a la religió de l'antiga Roma, la divinitat que conferia l'esperança. Se'n coneixen molts temples dedicats i també inscripcions que indiquen que rebia culte privat tant com a nivell estatal.

## Època republicana
Alguns historiadors antics citen l'existència d'un temple antic dedicat a Spes i conegut com a Spes vetus, el qual estava al turó Esquilí a prop de la Porta Praenestina. Aquest temple està relacionat amb esdeveniments que van passar durant el segle v aC, amb relació a la victòria dels Horacis, però no s'han trobat restes de la seva existència, motiu pel qual es creu que devia ser un senzill santuari (sacellum).
Un altre temple, d'existència ben documentada, fou manat construir per Aule Atili Calatí, que era compartit amb una altra divinitat, Fides. Aquest temple de la ciutat de Roma va ser fet en compliment d'una prometença (votum) feta a Spes durant la Primera Guerra Púnica.L'any 218 aC fou malmès per un llamp i l'any 31 va patir un incendi; després de les reparacions Germànic el va tornar a inaugurar. Mesurava 30 m de fons per 10 metres d'ample.
A Càpua es va construir, l'any 110 aC, un temple dedicat a tres divinitats: Spes, Fides i Fortuna.

## Època imperial
Durant l'imperi es va promoure el culte a les virtuts, les qualitats que un bon romà havia d'aspirar que li concedissin els déus, i Spes era una de les personificacions divinitzades d'aquestes virtuts. També era una manera de retre homenatge al primer emperador romà, August, al qual se l'associava el nom de la divinitat, Spes Augusta, i indicava que amb aquesta veneració conjunta la virtut de l'esperança volguda per August estaria assegurada per tot l'Estat.
Com passava amb Salus («la salvació, la seguretat»), Ops («l'abundància, la prosperitat») i Victòria, Spes era un poder que emanava dels déus, en contrast als poders divins que residien a l'interior de cada individu com ara Mens («la intel·ligència"), Virtus («les virtuts») i Fides («la fidelitat, la confiança»).Algunes fonts literàries relacionen Spes amb Salus.
En les monedes de l'època imperial, Juventa i Spes estan representats juntament amb la imatge de l'emperador governant. En un aniversari del regnat d'August, aquest emperador va ordenar fer una pregària (supplicatio) d'agraïment a Juventas i a Spes .

## Spes i Elpis
A la religió de l'antiga Grècia també hi havia una deessa dedicada a l'esperança, es deia Elpis, que a diferència de la romana no tenia un culte oficial. En la mitologia va tenir un paper destacat amb relació a Pandora. Els grecs tenien sentiments contradictoris envers l'esperança i de vegades negatius i, com a concepte, no va tenir importància dins dels corrents filosòfics dels estoics o dels epicurs.